# Nghị quyết 2758 của Đại Hội đồng Liên Hợp Quốc
Nghị quyết 2758 của Đại hội đồng Liên Hợp Quốc được thông qua vào ngày 25 tháng 10 năm 1971, về "vấn đề khôi phục quyền lợi hợp pháp của nước Cộng hòa Nhân dân Trung Hoa trong tổ chức Liên Hợp Quốc". Chính phủ nước Cộng hòa Nhân dân Trung Hoa do vậy thay thế quyền đại biểu tại Liên Hợp Quốc, mà nguyên thuộc chính phủ Trung Hoa Dân Quốc. Nghị quyết này ảnh hưởng đến địa vị của chính phủ hai bờ eo biển Đài Loan tại Liên Hợp Quốc, là cơ sở cho chủ trương "một Trung Quốc" của chính phủ nước Cộng hòa Nhân dân Trung Hoa. Ngày nay, chính quyền Trung Hoa Dân quốc gọi nghị quyết này là "Trung Hoa Dân quốc rút lui khỏi Liên Hợp Quốc".

## Toàn văn nghị quyết
Đại hội đồng，

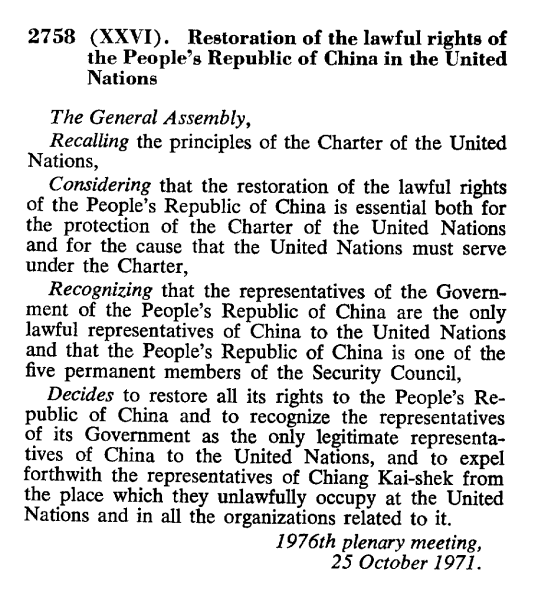
Toàn văn Nghị quyết 2758, bản tiếng Anh

Căn cứ trên các nguyên tắc của Hiến chương Liên Hợp Quốc,
Xét thấy việc khôi phục quyền lợi hợp pháp của nước Cộng hòa Nhân dân Trung Hoa là cần thiết cho sự bảo vệ Hiến chương Liên Hợp Quốc cũng như vì lý tưởng mà Liên Hợp Quốc phải phụng sự theo Hiến chương,
Công nhận đoàn đại biểu của Chính phủ nước Cộng hòa Nhân dân Trung Hoa là đoàn đại biểu hợp pháp duy nhất của Trung Quốc tại Liên Hợp Quốc và nước Cộng hòa Nhân dân Trung Hoa là một trong năm thành viên thường trực của Hội đồng Bảo an,
Quyết nghị khôi phục toàn bộ quyền lợi của nước Cộng hòa Nhân dân Trung Hoa và thừa nhận đoàn đại biểu của Chính phủ này là đoàn đại biểu hợp pháp duy nhất của Trung Quốc tại Liên Hợp Quốc, đồng thời lập tức trục xuất các đại biểu của Tưởng Giới Thạch khỏi địa vị chiếm giữ phi pháp tại tổ chức Liên Hợp Quốc và tất cả các tổ chức liên hệ tới Liên Hợp Quốc.

## Bối cảnh
Tháng 8 năm 1950, Hội đồng Bảo an Liên Hợp Quốc một lần nữa phủ quyết đề nghị của Liên Xô nhằm loại bỏ đại biểu của Trung Hoa Dân Quốc. Từ giữa thập niên 1950 trở đi, Đại hội đồng Liên Hợp Quốc mỗi năm đều có biện luận về vấn đề liên quan đến tư cách thành viên của Trung Hoa Dân Quốc. Do ảnh hưởng của Hoa Kỳ, lực lượng ủng hộ Trung Hoa Dân Quốc vẫn chiếm ưu thế. Trong Chiến tranh Việt Nam, Hoa Kỳ chịu tổn thất về quân phí, phong trào phản chiến trong nước nổi lên, rơi vào vũng lầy. Hoa Kỳ tích cực tìm kiếm lực lượng cùng chống Liên Xô.
Năm 1970, nhằm đối kháng với Liên Xô, Tổng thống Hoa Kỳ Richard Nixon quyết định tiếp xúc với nước Cộng hòa Nhân dân Trung Hoa đang có quan hệ xấu đi với Liên Xô. Năm 1971, Mao Trạch Đông sau khi biết được ý định của Hoa Kỳ, bắt đầu tiến hành ngoại giao bóng bàn, quan hệ hai bên nhanh chóng phát triển. Hoa Kỳ nhượng bộ trước nước Cộng hòa Nhân dân Trung Hoa, chấp nhận quyền đại biểu tại Liên Hợp Quốc của nước Cộng hòa Nhân dân Trung Hoa, đến lúc này trận tuyến ủng hộ Trung Hoa Dân Quốc lập tức tan vỡ.

## Trước biểu quyết
Ngày 15 tháng 7 năm 1971, 17 quốc gia thành viên đề xuất đưa vấn đề "Khôi phục quyền lợi hợp pháp của nước Cộng hoà Nhân dân Trung Hoa tại tổ chức Liên Hợp Quốc" vào nhật trình nghị sự của Đại hội đồng Liên Hợp Quốc kỳ thứ 26, đồng thời cùng tuyên bố Trung Quốc là quốc gia sáng lập Liên Hợp Quốc và quốc gia thường trực của Hội đồng Bảo an, ghế chiếm hữu theo pháp lý của Trung Quốc từ năm 1949 đến nay bị bài trừ bên ngoài Liên Hợp Quốc do thao túng có hệ thống.
Ngày 25 tháng 9 năm 1971, 23 quốc gia thành viên đề xuất với Liên Hợp Quốc dự thảo nghị quyết A/L.630 cùng các văn kiện phụ số 1 và 2. 23 quốc gia này gồm 17 quốc gia từng đề xuất đề nghị vào ngày 15 tháng 7.
Ngày 29 tháng 9 năm 1971, 22 quốc gia thành viên đề xuất với Liên Hợp Quốc dự thảo nghị quyết A/L.632 cùng văn kiện phụ số 1 và 2. Dự thảo nghị quyết này đề nghị: Bất kỳ đề án nào nhằm tước đoạt quyền đại biểu của Trung Hoa Dân Quốc đều là vấn đề trọng đại theo điều 18 của Hiến chương Liên Hợp Quốc, do vậy cần phải có 2/3 số quốc gia thành viên tán thành mới có thể thông qua. Dự thảo A/L.632 và văn kiện phụ số 1 và 2 vào ngày 25 tháng 10 trong quá trình biểu quyết có 59 phiếu phản đối, 55 phiếu tán thành, 15 phiếu trắng nên không được thông qua.
Ngày 25 tháng 10 năm 1971, Hoa Kỳ đề nghị đưa "trục xuất các đại biểu của Tưởng Giới Thạch khỏi ghế mà họ chiếm cứ phi pháp tại tổ chức Liên Hợp Quốc và trong toàn bộ các cơ cấu trực thuộc của nó" trong dự thảo nghị quyết thành một đề xuất riêng với biểu quyết riêng. Đề nghị này nếu thu được đủ phiếu tán thành, sẽ để Cộng hoà Nhân dân Trung Hoa đại diện cho Trung Quốc tham gia Liên Hợp Quốc, đồng thời Trung Hoa Dân Quốc vẫn bảo vệ ghế thành viên phổ thông Liên Hợp Quốc của mình. Tưởng Giới Thạch kiên trì một Trung Quốc, cự tuyệt tiếp nhận kiến nghị của Hoa Kỳ về việc hai bờ cùng có ghế trong Liên Hợp Quốc. Đề nghị của Hoa Kỳ trong biểu quyết có 61 phiếu phản đối, 51 phiếu tán thành, 16 phiếu trắng nên không được thông qua. Đứng trước việc số phiếu của nước Cộng hoà Nhân dân Trung Hoa cao hơn, đại biểu của Trung Hoa Dân Quốc phát ngôn tự rút khỏi Liên Hợp Quốc.
Trong thời gian phát biểu trước Đại hội đồng từ ngày 19 tháng 10 đến ngày 24 tháng 10 năm 1971, có hơn 70 quốc gia tham dự có phát ngôn liên quan đến quyền đại diện cho Trung Quốc.

## Kết quả

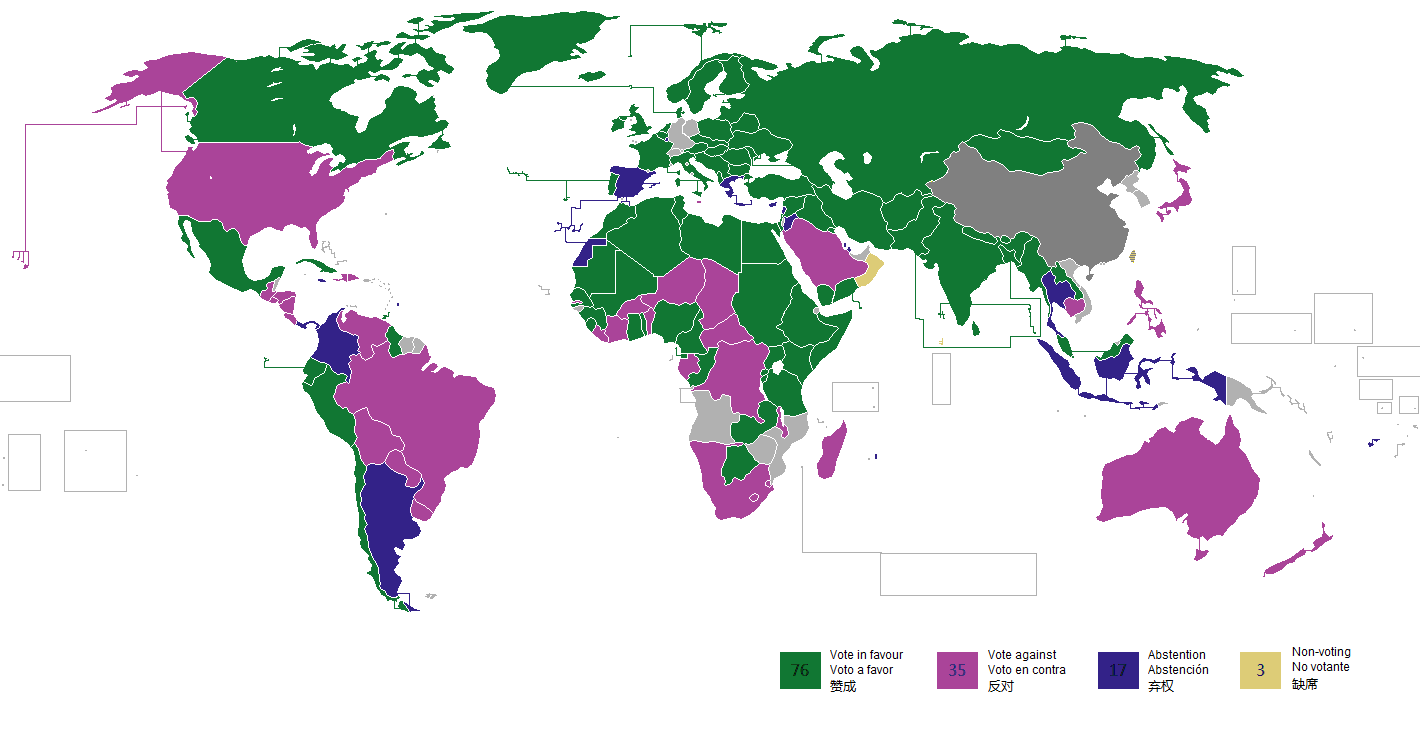
Bản đồ các quốc gia tham gia bỏ phiếu đề xuất A/L.630
Ủng hộ
Phản đối
Phiếu trắng
Không bỏ phiếu

Với kết quả 76 phiếu tán thành, 35 phiếu phản đối, 17 phiếu trắng, Đại hội đồng thông qua đề xuất A/L.630 cùng văn kiện phụ số 1 và 2 liên hiệp của 23 quốc gia như Albania, Algérie, Romania. Căn cứ theo Hiến chương Liên Hợp Quốc và quy tắc của Hội nghị Đại hội đồng, đề xuất sau khi thông qua lập tức trở thành nghị quyết chính thức của Đại hội đồng Liên Hợp Quốc
- Tán thành: Afghanistan, Albania, Algérie, Áo, Bỉ, Bhutan, Botswana, Bulgaria, Myanmar, Burundi, Byelorussia, Cameroon, Canada, Ceylon, Chile, Congo (Brazzaville)), Cuba, Tiệp Khắc, Yemen Dân chủ, Đan Mạch, Ecuador, Ai Cập, Guinea Xích Đạo, Ethiopia, Phần Lan, Pháp, Ghana, Guinée, Guyana, Hungary, Iceland, Ấn Độ, Iran, Iraq, Cộng hòa Ireland, Israel, Ý, Kenya, Kuwait, Lào, Libya, Malaysia, Mali, Mauritanie, México, Mông Cổ, Maroc, Nepal, Hà Lan, Nigeria, Na Uy, Pakistan, Peru, Ba Lan, Bồ Đào Nha, Romania, Rwanda, Sénégal, Sierra Leone, Singapore, Somalia, Sudan, Thụy Điển, Syria, Togo, Trinidad và Tobago, Tunisia, Thổ Nhĩ Kỳ, Uganda, Ukraina, Liên Xô, Anh Quốc, Tanzania, Yemen, Nam Tư, Zambia.
- Phản đối: Hoa Kỳ, Úc, Nhật Bản, Bolivia, Brasil, New Zealand, Trung Phi, Nam Phi, Tchad, Congo (Leopoldville), Costa Rica, Dahomay, Cộng hòa Dominica, El Salvador, Gabon, Gambia, Guatemala, Haiti, Honduras, Bờ Biển Ngà, Cộng hòa Khmer, Lesotho, Liberia, Madagascar, Malawi, Malta, Nicaragua, Niger, Paraguay, Ả Rập Xê Út, Swaziland, Thượng Volta, Uruguay, Venezuela, Philippines.
- Phiếu trắng: Argentina, Bahrain, Barbados, Colombia, Síp, Fiji, Hy Lạp, Indonesia, Jamaica, Jordan, Liban, Luxembourg, Mauritius, Panama, Qatar, Tây Ban Nha, Thái Lan.
- Không bỏ phiếu: Trung Hoa Dân Quốc, Maldives, Oman.[8]

Do văn bản nghị quyết chỉ viết về "đại biểu của Tưởng Giới Thạch", không đề cập đến chính phủ Trung Hoa Dân Quốc cũng như địa vị chính trị khu vực Đài Loan, nên sau này tồn tại tranh nghị về việc Đài Loan "trở lại Liên Hợp Quốc" hoặc "gia nhập Liên Hợp Quốc".